# Francisco Molinero Hoyos
Francisco Molinero Hoyos (4 de febrero de 1953) es un político español, diputado por Albacete en el Congreso durante las X, XI y XII legislaturas.

## Biografía
Licenciado en Derecho, ejerce como abogado. Fue concejal en el Ayuntamiento de Albacete. Es miembro del Comité Nacional de Derechos y Garantías y del Comité Regional de Castilla-La Mancha del Partido Popular. En 2011 fue elegido diputado por Albacete en el Congreso y reelegido en 2015 y 2016.